# Shigeko Higashikuni
Shigeko Higashikuni, född 1925, död 1961, var en japansk prinsessa. Hon var dotter till kejsar Hirohito och kejsarinnan Nagako av Japan. 
Hon blev i enlighet med protokollet uppfostrad separat från sina föräldrar efter tre års ålder. 1932-1942 studerade hon vid Gakushūin. Hon trolovades 1941 med en avlägsen släkting. Vigseln ägde rum 1943. Då den skedde under krigstid var den osedvanligt enkel. I enlighet med 1947 års regler förlorade paret sin kejserliga status och sina pengar.  